# Giuseppe Perrucchetti
Giuseppe Domenico Perrucchetti (né à Cassano d'Adda le 13 juillet 1839 et mort à Cuorgnè le 5 octobre 1916) est un général et homme politique italien  et le créateur du corps des « Alpini ».

## Biographie
Giuseppe Perrucchetti est né à Cassano d'Adda, dans la province de Milan le 13 juillet 1839. Il a étudié l'architecture à l'université de Pavie, maisà l'âge de vingt ans, il s'enfuit de Lombardie (à l'époque sous domination Autrichienne) pour rejoindre le Piémont. Engagé volontaire lors de la deuxième guerre d'indépendance italienne et de la guerre de 1866 contre l'Autriche, il est décoré de la médaille d'argent à la valeur militaire à la bataille de Custoza et promu Capitaine. 
En 1872 Giuseppe Perrucchetti propose dans un article publié dans l'armée italienne journal Rivista Militare Italiana la création d'un corps d'infanterie spécialisé dans le combat en montagne, afin de défendre la région montagneuse de la frontière italienne prenant en exemple les milices opérant à la montagne à l'époque Romaine, les Cacciatori delle Alpi et les Volontari Cadorini dirigés par Pier Fortunato Calvi. Sa proposition  est considéré comme ayant été à la base de la fondation des Alpini par le général Cesare Ricotti-Magnani, alors ministre de la Guerre. Curieusement, Giuseppe Perrucchetti n'a jamais rejoint le corps et il ne l'a jamais commandé.
Giuseppe Perucchetti qui atteint le grade de lieutenant général, et a est nommé sénateur du royaume d'Italie ; prend la retraite en 1910. Il est mort à Cuorgnè le 5 octobre 1916, quand les Alpins ont pris part dans les Alpes et en Afrique à la Première Guerre mondiale. 